# Cécile Vogt-Mugnier
Cécile Vogt-Mugnier (Annecy, 27 marzo 1875 – Cambridge, 4 maggio 1962) è stata una neurologa francese dell'Alta Savoia. Divenne nota con suo marito Oskar Vogtper gli studi pionieristici e congiunti nella ricerca sul cervello umano.

## Biografia
Cécile Vogt-Mugnier nacque Augustine Marie Cécile Mugnier ad Annecy, in Francia, e perse il padre quando aveva solo due anni. Una zia ricca e devotamente religiosa pagò la sua istruzione in una scuola conventuale, ma Cécile si ribellò al sistema poco dopo la sua prima comunione. Diseredata, tornò a vivere con la madre ma proseguì con gli studi. Si preparò per gli esami di maturità con insegnanti privati e conseguì una laurea in scienze. All'età di diciotto anni divenne una delle pochissime donne ad essere ammessa alla facoltà di medicina di Parigi.
Nel 1897, la ventiduenne Cécile Vogt-Mugnier si ritrovò incinta, nubile e in procinto di conseguire una laurea in medicina. Mentre era a Bicêtre, Vogt-Mugnier incontrò il suo futuro marito, Oskar Vogt, quando lui, tedesco, si recò a Parigi per lavorare con Joseph Jules Déjérine (e sua moglie, Augusta Marie Dejerine-Klumke, che collaborò con lui). Poco si sa dei loro primi incontri nel 1898, tranne che capivano a malapena la lingua l'uno dell'altro. Si sposarono contro la volontà della madre di Oskar nel 1899.  I coniugi Vogt collaborarono alle loro ricerche per sessant'anni, di solito con Cécile come autrice principale.

### Personalità
Da bambina, Vogt-Mugnier fu descritta come dotata già di "una mente indipendente e non convenzionale". Il neurologo Igor Klatzo, che lavorò con Vogt all'istituto di ricerca sul cervello di Schwarzwald (dal 1946 al 1949), la descrisse come una donna liberale con ideali umanistici: "Devo ammettere che Cécile ha influenzato me e il mio sviluppo. Non si trattava solo di cose scientifiche, ma più che altro di capire e godersi la vita. Ha insegnato, ad esempio, la filosofia di un pasto francese, come i vini dovrebbero essere selezionati per le diverse fasi. Aveva una visione molto generosa e filosofica dei problemi della vita, sia nella famiglia che nel lavoro quotidiano. Era un'insegnante nell'arte di vivere, di cui poteva dare un buon consiglio a chiunque... Era probabilmente la persona più intelligente che abbia mai incontrato".
Secondo Klatzo molti pensavano che Vogt-Mugnier fosse la più illustre della coppia Vogt e che fosse stata lei a sviluppare le idee per il loro lavoro sui gangli della base. Nonostante ciò, rimase in secondo piano, assumendo il ruolo di moglie e madre premurosa, sostenendo Oskar e difendendo le sue azioni. Il neurochirurgo Wilder Penfield incontrò la coppia nel 1928 e ricordò così Vogt-Mugnier: "La moglie di Oskar Vogt ascolta mentre guarda qualcosa di remoto con gli occhi spalancati e ride. È alta e ride quasi continuamente. Sembra inconsapevole del fatto che i suoi occhiali stanno per cadere dal naso, che la cameriera fa rumore con le cose a tavola, quindi suo marito deve correggerla. La sua attenzione è rivolta a una cosa: l'inarrestabile flusso di conversazioni erudite di suo marito".
La sua intelligenza spesso sorprendeva le persone e lasciava coloro che la incontravano con un'impressione duratura: "Non è stato facile avvicinarsi, a livello umano, alla natura altamente intellettuale della dottoressa Cécile Vogt. La sua profonda comprensione degli esseri umani era abbinata a un'analisi approfondita, che molti visitatori o membri del personale trovavano difficile sopportare. Questo modo freddo e concreto nascondeva tuttavia un cuore caldo".

## Carriera
Vogt-Mugnier ottenne il dottorato in medicina a Parigi nel 1900 e studiò con Pierre Marie all'ospedale di Bicêtre. All'epoca, le donne costituivano solo il 6% di coloro che ricevevano un dottorato di ricerca, anche se erano passati trent'anni da quando le donne erano state ammesse per la prima volta agli studi di medicina. Le scoperte di Vogt-Mugnier e di suo marito sulla mielinogenesi hanno portato al suo lavoro di tesi sui sistemi di fibre nella corteccia cerebrale del gatto (Étude sur la myelination of hémishères cérébraux). Si trasferì a Berlino seguendo il marito e ottenne la licenza medica il 16 gennaio 1920. A causa dei suoi risultati scientifici e della sua esperienza medica, non dovette sostenere esami o sottoporsi a un anno di tirocinio. Ottenne una posizione formale e retribuita come scienziata presso l'Istituto Kaiser Wilhelm, diretto dal marito.

## Contributi alla ricerca

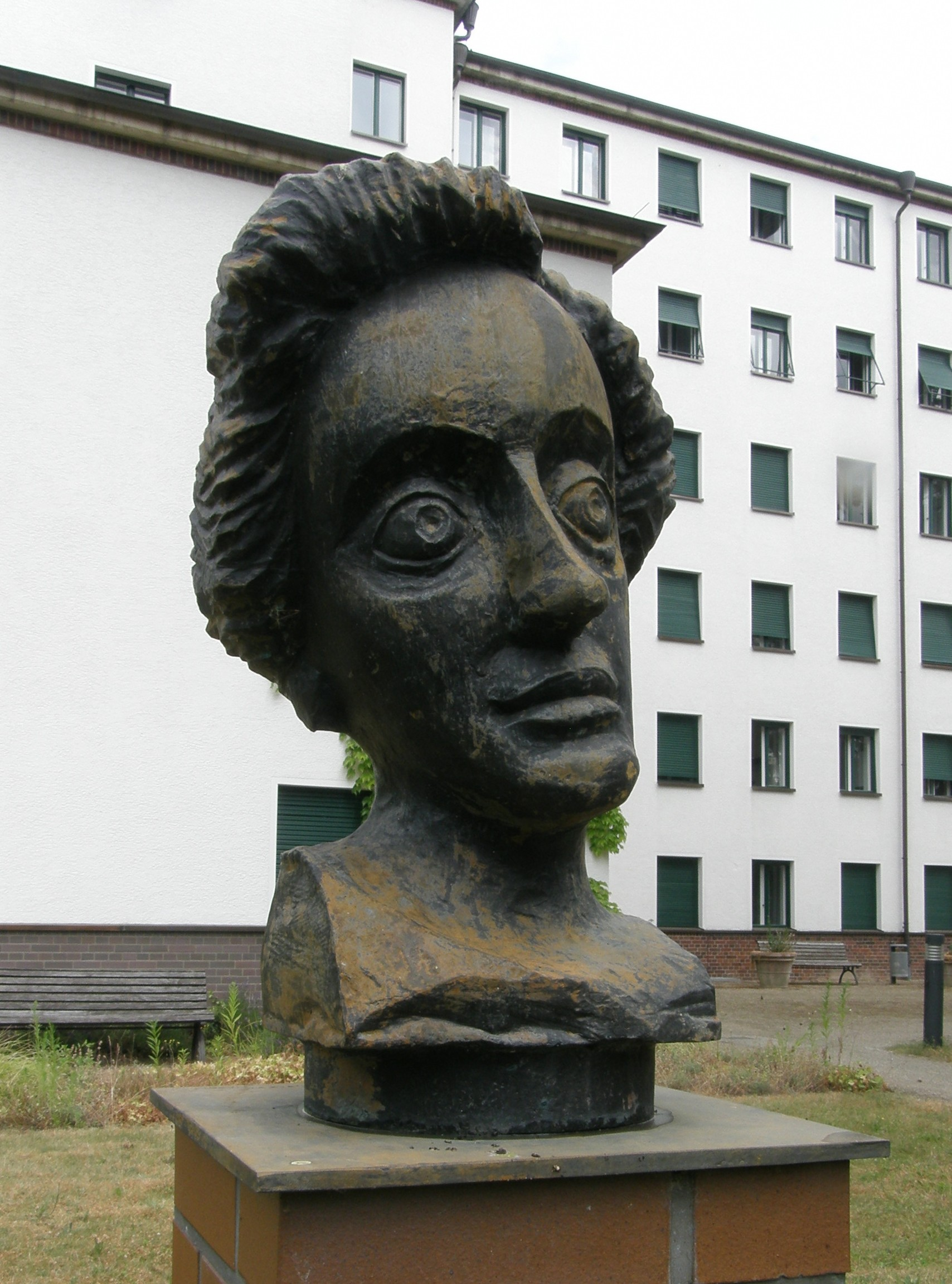
Busto in bronzo di Cécile Vogt-Mugnier situato nel campus biomedico di Berlino-Buch presso l'ex Istituto per la ricerca sul cervello

L'interesse principale di Vogt-Mugnier e di suo marito era l'identificazione e la caratterizzazione di regioni distinte nella neocorteccia secondo criteri sia funzionali che strutturali. I Vogt stavano tentando di localizzare con precisione le regioni della corteccia cerebrale che sono correlate a specifiche funzioni cerebrali. Questo motivò anche il loro lavoro sperimentale sull'elettrostimolazione delle cortecce in 150 scimmie. In questo sforzo, collaborarono con Korbinian Brodmann per mappare le aree della corteccia e del talamo.
La prima pubblicazione prodotta dalla collaborazione della coppia fu una monografia sulla mielinizzazione della parte anteriore del cervello nel gatto. La scoperta portò i Vogt a mettere in discussione la dottrina dei centri di associazione del neurologo tedesco Paul Flechsig. Insieme effettuarono ricerche neuropatologiche avanzate, pubblicando i loro risultati sulla cito- e mielo-architettura nel sistema nervoso centrale e sull'anatomia funzionale dei gangli della base.
Nel 1909, Vogt-Mugnier pubblicò "La myelocytoarchitecture du thalamus du cercopithèque" ("Mielocitoarchitettura del talamo del Cercopithecus"), in cui riportò i suoi esperimenti nel rintracciare le fibre afferenti al gruppo nucleare ventrale talamico.
Nel 1911, Vogt-Mugnier riscoprì il cosiddetto "status marmoratus" del corpo striato, caratterizzato da movimenti lenti, contorti e senza scopo che interessano principalmente le mani e il viso.  Questa sindrome era già stata descritta da Gabriel Anton nel 1896, tuttavia il suo articolo attirò poca attenzione, mentre il rapporto di Vogt-Mugnier la portò in prima linea nella ricerca sulla patologia dei gangli della base.  Vogt-Mugnier continuò a guidare il lavoro pionieristico sulla neuroanatomia del talamo e, insieme a Hermann Oppenheim, pubblicò le loro scoperte sulla paralisi ereditaria e la doppia atetosi, in cui notò l'aspetto screziato dello striato.
Nel 1922, i Vogt definirono il concetto di patoclisi attraverso le loro ricerche sugli insetti e sulla corteccia cerebrale umana.
Nel gennaio 1923, i Vogt si recarono a Mosca per partecipare al Primo Congresso panrusso di psiconeurologia. Mentre erano lì, tennero una conferenza su "patoarchitettura e patoclisi" e riferirono sui loro venticinque anni di esperienza nello studio delle strutture della corteccia cerebrale.

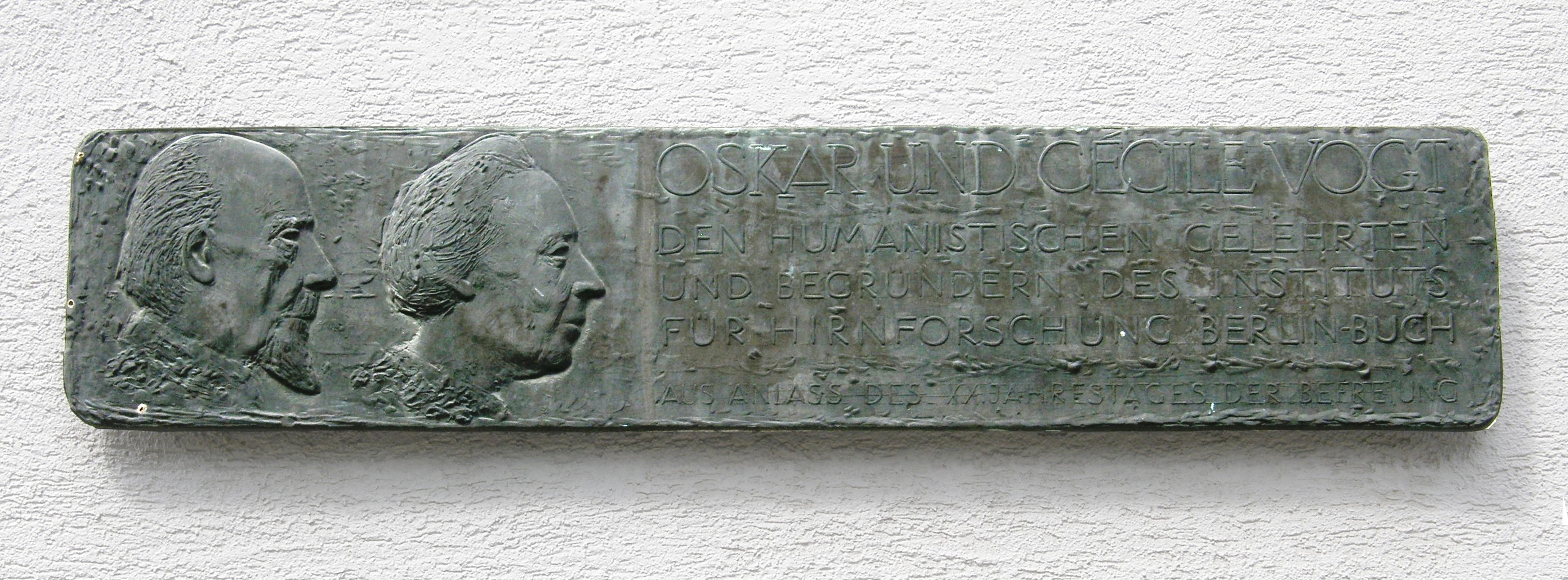
Targa per Oskar e Cécile Vogt sull'edificio dell'Istituto per la ricerca sul cervello a Berlino-Buch. La targa è stata realizzata nel 1965 dallo scultore Axel Schulz

Nel 1924, Vogt-Mugnier divenne co-editore del Journal für Psychologie und Neurologie ("Giornale di psicologia e neurologia") insieme a suo marito. La rivista apparve sotto la loro direzione congiunta dopo il 1954 come Journal für Hirnforschung ("Giornale per la ricerca sul cervello"), pubblicato dalla Akademie Verlag di Berlino Est.
Dopo il 1933 i Vogt si scontrarono con il regime nazista per i loro contatti con la Russia. Nel 1934, l'Istituto Kaiser Wilhelm (KWI) fu perquisito dalle Schutzstaffel (SS), Oskar, che oltre a tutto era ebreo, fu accusato di avere idee di sinistra filocomuniste e sollevato dal suo incarico di direttore. A quel punto divenne chiaro che i Vogt e le loro figlie, che lavoravano nell'istituto, non erano più al sicuro a Berlino. Nel 1937, i Vogt (ormai sessantenni) furono tuttavia in grado di continuare il loro lavoro su scala più piccola a Neustadt, nella Foresta Nera, dove fondarono un istituto privato per la ricerca sul cervello e la biologia generale, l'Institut für Hirnforschung und allgemeine Biologie. L'istituto fu finanziato dal patrimonio privato dei Vogt e, in particolare, da una società tedesca di ricerca sul cervello di nuova fondazione con il sostegno della famiglia Krupp, il cui medico era Oskar Vogt.
Mentre le figlie lasciarono la Germania, Cécile e Oskar rimasero a Neustadt continuando le loro ricerche anche durante la seconda guerra mondiale. E vi rimasero anche dopo la fine della guerra. In seguito i Vogt si concentrarono sulla genetica, sperimentando con gli insetti che avevano raccolto durante i loro viaggi di vacanza nel Caucaso, nei Balcani, in Nord Africa e nelle Isole Baleari. La loro figlia minore Marguerite portò avanti questa ricerca per una decina d'anni. Solo dopo la morte di Oskar nel 1959, Cécile si trasferì a Cambridge, in Gran Bretagna, per vivere con la figlia Marthe, fino alla sua morte nel 1962.

## Premi e riconoscimenti
Nel 1932 Vogt-Mugnier ricevette il suo più alto riconoscimento scientifico quando lei e suo marito furono entrambi eletti all'Accademia Tedesca delle Scienze Leopoldina di Halle, il più alto riconoscimento accademico assegnato da un'istituzione in Germania, con membri tra cui 169 premi Nobel. Nel 1950, lei e Oskar furono insigniti del Premio Nazionale di Prima Classe della Germania dell'Est, e divenne membro dell'Accademia Tedesca delle Scienze a Berlino. Vogt-Mugnier ricevette anche dottorati honoris causa dalle Università di Friburgo e Jena e dall'Università Humboldt di Berlino.
La coppia Vogt in seguito ricevette l'attenzione del pubblico attraverso il romanzo Il cervello di Lenin di Tilman Spengler (1991), poiché Oscar Vogt fu incaricato di indagare sul cervello di Lenin dopo la sua morte. Nel 1998, Helga Satzinger ha pubblicato il libro Die Geschichte der genetisch orientierten Hirnforschung von Cécile und Oskar Vogt in der Zeit von 1895 bis ca. 1927 (La storia della ricerca genetica sul cervello di Cécile e Oskar Vogt dal 1895 al 1927 circa) che documenta il loro lavoro.
Nel 1989, la Deutsche Bundespost emise un francobollo con il ritratto di Cécile Vogt.
Le strade del quartiere di Burgweinting-Harting a Ratisbona e della Nordstadt di Bonn portano il suo nome.
In riconoscimento dei suoi successi come scienziata e ricercatrice, le è stata dedicata una targa espositiva in occasione della Wissensstadt Berlin 2021 nell'ambito della mostra "Berlino – Capitale delle donne scienziate".

## Vita privata
Rimasta incinta all'età di 22 anni,  Cécile sposò in seguito, nel 1899, Oscar Vogt. Ebbero tre figlie, tutte scienziate affermate: Claire Vogt (1898-1978) era una figlia illegittima di Vogt-Mugnier, nata fuori dal matrimonio da padre sconosciuto. All'età di 4 anni venne riconosciuta da Oskar Vogt come sua figlia. Fu una neurologa e neuropsichiatra pediatrica all'avanguardia a Parigi. Marthe Louise Vogt (1903-2003) fu una neurofarmacologa diventata membro della Royal Society e professoressa a Cambridge. Marguerite Vogt (1913-2007) iniziò come genetista dello sviluppo lavorando a Drosophila, poi si trasferì negli Stati Uniti nel 1950. Sviluppò metodi per la coltura del poliovirus con Renato Dulbecco. È stata membro della facoltà del Salk Institute for Biological Studies, dove lavorò sulla trasformazione virale e sull'immortalizzazione cellulare delle cellule tumorali.